# اوتار توشیشویلی
اوتار توشیشویلی (به گرجی: ოთარ თუშიშვილი) (زاده ۱۴ ژوئن ۱۹۷۸) کشتی‌گیر پیشین گرجستانی در دستهٔ ۶۶ کیلوگرم کشتی آزاد است. او برندهٔ مدال برنز المپیک ۲۰۰۸ پکن، و دارنده یک مدال نقره (۲۰۰۶) و دو برنز (۲۰۰۵، ۲۰۰۷) از مسابقات قهرمانی کشتی جهان است.